# Spoorlijn Abbeville - Eu
De Spoorlijn Abbeville - Eu is een Franse spoorlijn van Abbeville naar Eu. De lijn is 34,5 km lang en heeft als lijnnummer 323 000.

## Geschiedenis
De lijn werd aangelegd door de Compagnie des chemins de fer du Nord en geopend op 4 december 1882. Goederenvervoer werd opgeheven in 1995. Tot 2018 heeft er personenvervoer plaatsgevonden en sindsdien is de lijn gesloten voor alle verkeer. De voorziene heropening is in 2028. 
Abbeville
RFN 289 000, spoorlijn tussen Fives en Abbeville
RFN 311 000, spoorlijn tussen Longueau - Boulogne-Ville
Chépy-Valines
lijn tussen Feuquières en Ponthoile
Woincourt
lijn tussen  Woincourt en Onival
Eu
RFN 325 000, spoorlijn tussen Épinay-Villetaneuse en Le Tréport-Mers
RFN 356 000, spoorlijn tussen Rouxmesnil en Eu
RFN 356 306, raccordement militaire van Eu

## Galerij

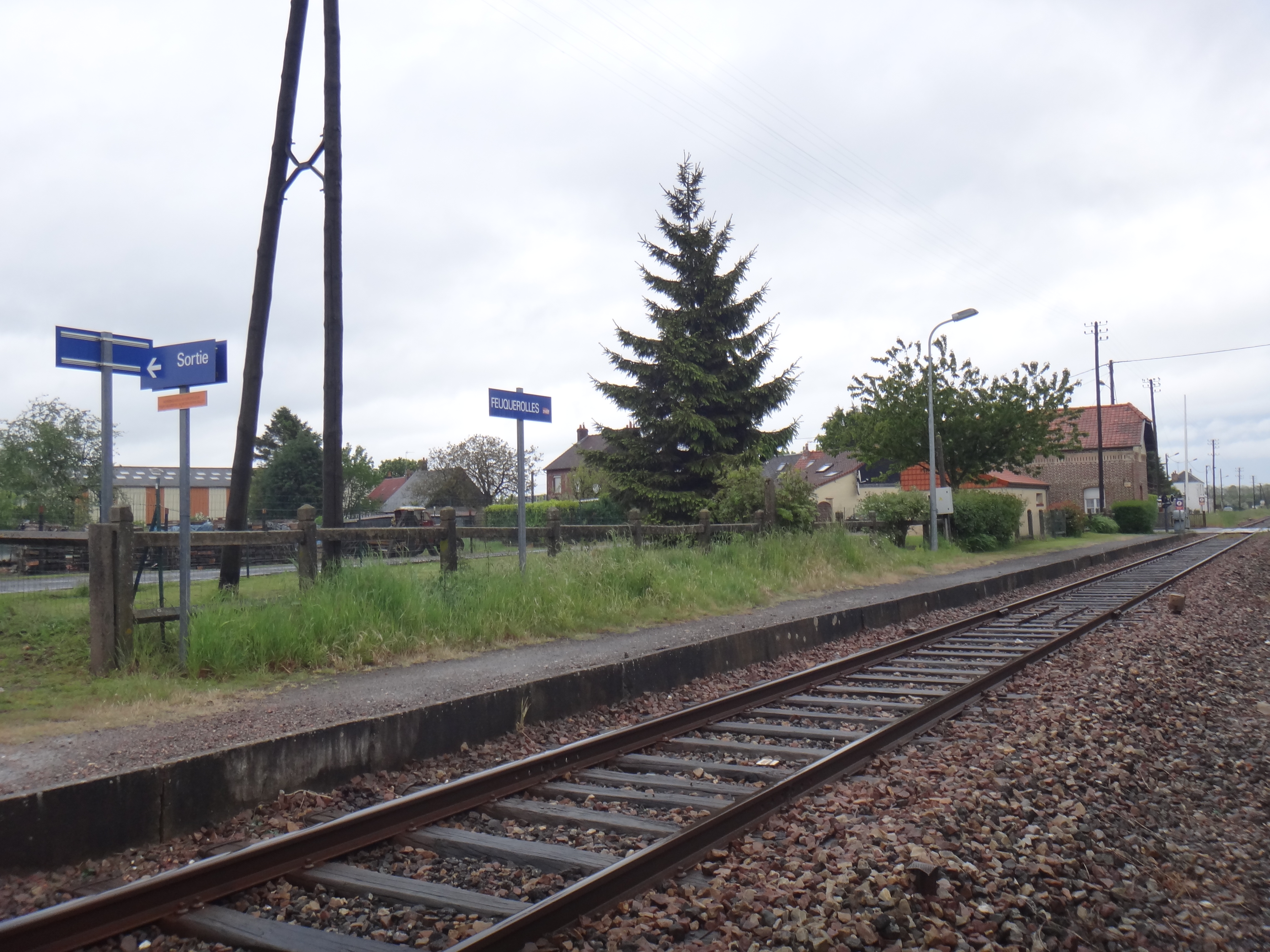
Halte Feuquerolles in 2014
Station Quesnoy-Le Montant in 2014

1. ↑  (fr) Réouverture de la ligne de train Abbeville - Le Tréport : un projet sur la bonne voie. actu.fr. Geraadpleegd op 22 juni 2022.